# Hummelholms fjärden
Hummelholms fjärden är en fjärd i Finland. Den ligger i Iniö i landskapet Egentliga Finland, i den sydvästra delen av landet, 200 km väster om huvudstaden Helsingfors.
Hummelholms fjärden avgränsas av Hummelholm och Gloholm i norr samt av Långholm i söder. 